# 塩幌駅

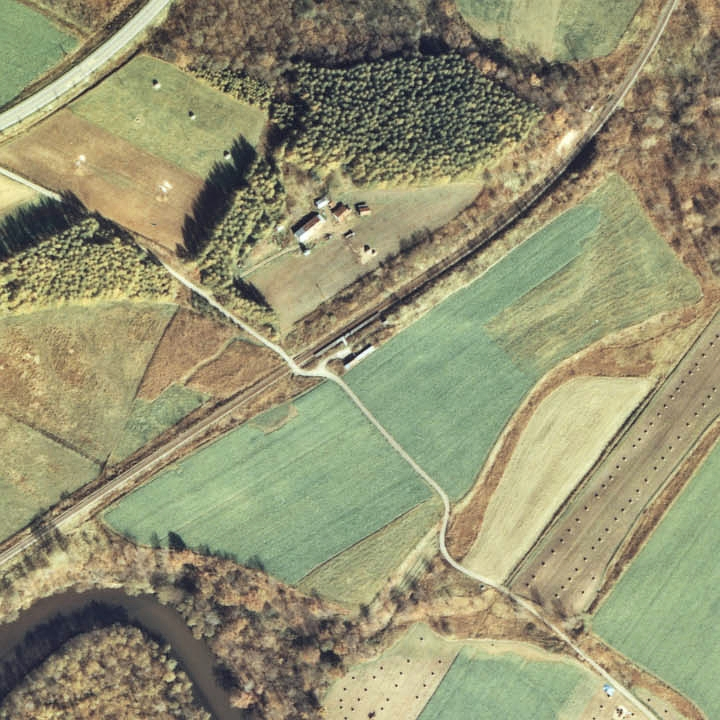
1977年、国鉄池北線時代の塩幌駅と周囲500 m範囲。右上が北見方面。

塩幌駅（しおほろえき）は、北海道足寄郡足寄町上利別181-4にあった北海道ちほく高原鉄道ふるさと銀河線の駅である。国鉄・JR北海道池北線時代の事務管理コードは▲110516。

## 歴史

### 年表
- 1961年（昭和36年）
  - 2月1日：日本国有鉄道網走本線に、旅客のみ取り扱う無人駅として新設開業[3]。
  - 4月1日：路線の呼称変更により[4]、池北線の駅となる。
- 1987年（昭和62年）4月1日：国鉄分割民営化により北海道旅客鉄道に継承[5]。
- 1989年（平成元年）6月4日：経営移管により、北海道ちほく高原鉄道ふるさと銀河線の駅となる[6][7]。
- 2006年（平成18年）4月21日：ふるさと銀河線廃線により廃止。

### 駅名の由来
現在の利別川支流塩幌川を指すアイヌ語に由来するとされるが、当地は和人がほとんど入らなかった場所であり記録が少なく、由来がはっきりしない。
1973年（昭和48年）に国鉄北海道総局が発行した『北海道　駅名の起源』では、明らかでないとしつつ、「スッポロ（sut-poro）」（裾・大きい=末広がりの沢）、「スウォッポロ（suwop-poro）」（箱・大きい＝川床にえぐれた深みのある川）からとする説を紹介しており、アイヌ語研究者の山田秀三は旧図に書かれた「シュポ」「チホホロ」の名称から「スㇷ゚（sup）」（激流、あるいは、蝶鮫の産卵穴）、「スポㇿ（sup-or）」（激流・所）ではないか、という解釈も示している。

## 駅構造
単式ホーム1面1線を有する地上駅。

## 駅周辺
国道から林道を降りた所にある畑の中の駅であった。周囲には民家は1軒もない。
- 国道242号
- 十勝バス「塩幌」停留所

## 隣の駅
北海道ちほく高原鉄道
ふるさと銀河線
西一線駅 - 塩幌駅 - 上利別駅